# Listă de scriitori din Niger
Aceasta este o listă de scriitori din Niger.
- Idé Adamou (1951– ), poet
- Ousmane Amadou (1948– ), poet
- Djibo Bakary (1922–1998)
- Andrée Clair (1916–1982)
- Mahamadou Halilou Sabbo (1937– )
- Boubou Hama (1906–1982)
- Hawad (1950– )
- Salihu Kwantagora (1929– )
- Hélène Kaziende (1967– )[1]
- Abdoulaye Mamani (1932–1993)
- Ide Oumarou (1937–2002)
- Oum Ramatou (1970– )
- Andre Salifou (1942– )